# Prêmio Marjory Stephenson
O Prêmio Marjory Stephenson (em inglês:  Marjory Stephenson Prize) é o principal prêmio da Microbiology Society, concedido por uma contribuição de destaque de importância corrente em microbiologia.
Marjory Stephenson foi a segunda presidente da Microbiology Society (1947 - 1949) e pioneira distinta em microbiologia química.

## Recipientes
Fonte: Society for General Microbiology.
- 1953 Donald Devereux Woods
- 1955 Cornelis Bernardus van Niel
- 1957 André Michel Lwoff
- 1959 G.S. Wilson
- 1961 Bert C.J.G. Knight
- 1963 M. Robertson
- 1965 Christopher Andrewes
- 1967 Sidney Reuben Elsden
- 1969 Jacques Monod
- 1971 Ernest Gale
- 1973 Renato Dulbecco
- 1975 Ephraim Anderson
- 1977 Jean-Marie Ghuysen
- 1979 D. Herbert
- 1981 Patricia Hannah Clarke
- 1983 Milton R.J. Salton
- 1985 Peter Wildy
- 1987 David A.J. Tyrrell
- 1990 Paul Nurse
- 1992 John R. Guest
- 1994 Anthony Trinci
- 1996 Keith Gull
- 1998 Rudolf Thauer
- 2000 D. W. Holden
- 2002 Stewart Cole
- 2004 Stanley Falkow
- 2006 John Skehel
- 2008 Alan B. Rickinson
- 2010 Jan Tommassen
- 2012 Yuan Chang e Patrick S. Moore
- 2014 Laura Piddock
- 2015 Robin Weiss

Em 1988 a Marjory Stephenson Memorial Lecture foi renomeada para Marjory Stephenson Prize Lecture. Cópias da maioria destas lectures podem ser encontradas na página da Society for General Microbiology